# 威权型人格
威权型人格（英語：Authoritarian personality），又譯霸道型人格、慕強，指的是一種會心甘情願的服從權威，永遠不會挑戰權威，卻敢欺壓弱小的性格特徵；威权型人格的人並不是真正的強大，而是帶有明顯的“慕強鄙弱”心理，他們還會無意識的將這種心理價值觀散播給週圍的人。
從詞源上講，“威权型人格”一詞起源於埃里希·弗洛姆的著作，在這本書中，威权型人格通常用指“對下屬表現出嚴格和壓迫的人，但是對上級卻唯唯諾諾”。歷史淵源來自於埃里希·弗洛姆在其1941年出版的《對自由的恐懼》一書中對現代政治進行了心理探索，他將獨裁型人格描述為一種自我防禦機制。在《威权型人格》（1950年）一書中，狄奧多·阿多諾、Else Frenkel-Brunswik、Daniel Levinson和Nevitt Sanford提出了一個涉及「潛在法西斯個人」的人格類型。
關於“威权型人格”的理論發展，其歷史背景包括1930年代法西斯主義的興起、第二次世界大戰（1939-1945）和大屠殺，顯示支持法西斯的人在心理上容易受到獨裁主義意識形態的影響，也多有威权型人格、逃避型人格和受虐型人格。反猶太主義和反民主政治的情感訴求。阿多諾和弗倫克爾-布倫斯維克以及萊文森和桑福德的研究被稱為伯克利研究，集中在偏見上，他們在佛洛伊德和弗洛姆式理論的精神分析和心理社會框架內研究偏見。

## 引用來源